# Hlinné
Hlinné – wieś (obec) na Słowacji, położona w kraju preszowskim w powiecie Vranov nad Topľou. Pierwsza wzmianka pisemna o miejscowości pojawiła się w roku 1333. Nazwa miejscowości wywodzi się od słowa hlina (glina).

## Historia
- W roku 1828 miejscowość zamieszkiwały 593 osoby, a w 1850 – 570. Ubytek ludności był spowodowany epidemią cholery na tych ziemiach w roku 1831.
- W czasie II wojny światowej w roku 1941, a następnie od listopada 1944 do stycznia 1945 we wsi stacjonowały wojska niemieckie[6].

W miejscowości znajdują się trzy kościoły: rzymskokatolicki pw. św. Szczepana Pierwszego Męczennika z roku 1940, greckokatolicki z roku 1794 oraz ewangelicki z 2001 roku.